# VfB Neckarrems
Der Verein für Bewegungsspiele Neckarrems 1913 e. V. (kurz: VfB Neckarrems) ist ein Multisparten-Sportverein aus der schwäbischen Stadt Remseck am Neckar. Der im Stadtteil Neckarrems beheimatete Verein hat aktuell neun Abteilungen, von denen die Fußball-Abteilung die größte Bekanntheit besitzt.
Die neun Abteilungen des Vereins gliedern sich in Bogenschießen, Badminton, Fitness, Frauen, Fußball (wiederum untergliedert in Aktive, AH und Jugend), Jugendturnen, Karate, Leichtathletik und TrimmDich. Daneben werden Breitensport-Aktivitäten und Kurse wie etwa, Yoga, Zumba, Laufen oder Nordic Walking angeboten.

## Geschichte
Der Verein wurde 1913 unter dem Namen Turnverein Neckarrems gegründet, die Gründungsmitglieder stammten überwiegend aus dem zuvor aufgelösten Turnverein Hegnach. Der TV Aldingen 1898 e. V. stand bei der Vereinsgründung Pate. Aufgrund des Ersten Weltkrieges musste aber bereits ein Jahr nach Gründung der Turnbetrieb wieder eingestellt werden. Im Jahr 1919 wurde der Betrieb dann wieder aufgenommen. Der ursprüngliche Turnverein wurde schließlich 1933 aufgrund seiner Mitgliedschaft im Arbeiter-Turn- und Sportbund aufgelöst. Auf Basis der seit 1928 bestehenden Fußballabteilung wurde der Verein im selben Jahr unter dem heutigen Namen VfB Neckarrems als Mitglied des Süddeutschen Fußball-Verbandes neu gegründet. Am 2. Februar 2013 wurde ein Festakt zum 100-jährigen Jubiläum begangen.
Von Ende April 2013 bis Ende Oktober 2016 befand sich der VfB Neckarrems in einem Insolvenzverfahren. Der Verein konnte durch einen Insolvenzplan gerettet werden und besitzt seit Ende 2016 wieder seine Handlungsfähigkeit.

## Fußball
Die Spielstätte der Fußballabteilung ist der GWV-Sportpark (auch Stadion am Hummelberg genannt) am Ortsrand von Neckarrems. Überregionale Aufmerksamkeit erlangten die Neckarremser Fußballer mit dem Aufstieg in die Verbandsliga Württemberg im Jahr 2009. Durch einen zweiten Platz qualifizierte sich der Neuling bereits in seiner ersten Saison 2009/2010 auf Anhieb für die Aufstiegsspiele zur Oberliga Baden-Württemberg. Die erste Mannschaft der Fußballer wurde im Jahr 2010 zu einem eigenen Verein ausgegründet, dem VfB Neckarrems – Fußball in Remseck e. V.
Nach einer Saison in der Oberliga stieg der VfB wieder in die Verbandsliga ab. In der Saison 2021/22 stieg der Verein als Tabellenletzter in die Landesliga ab. Zum Ende der Saison 2022/23 stieg man nach verlorener Relegation in die Bezirksliga ab. Nachdem die Mannschaft des ausgegliederten VfB Neckarrems - Fußball in Remseck e.V. in der Saison 2024/25 mit dem 15. und damit vorletzten Platz in der Bezirksliga abschloss, wurde der Spielbetrieb eingestellt. Ab der Saison 2025/26 ist somit die in der Kreisliga A1 Enz-Murr antretende Mannschaft des Hauptvereins die höchstklassige Mannschaft aus Neckarrems.

### Jugendfußball
2008 gründete der VfB Neckarrems zusammen mit drei anderen Remsecker Vereinen, namentlich dem TSV Neckargröningen, dem SKV Hochberg und dem SGV Hochdorf, die Jugendspielgemeinschaft (JSG) Remseck 08 mit dem Ziel den Jugendfußball in Remseck gezielter angehen zu können. Ab 2015 trug der aus der JSG entstandene Verein den Namen FC Remseck-Pattonville. 2022 fusionierte der FC Remseck-Pattonville mit dem SV Pattonville, zu diesem Zeitpunkt bestanden bereits keine Kooperationen mehr mit anderen Vereinen. Da der VfB Neckarrems wenig eigene Jugendmannschaften besitzt, kooperiert man im Jugendbereich seither in Form von Spielgemeinschaften mit verschiedenen Vereinen wie beispielsweise dem SKV Hochberg und dem SGV Hochdorf.

### Erfolge (Auswahl)
- Vizemeister der Verbandsliga Württemberg 2009/10
- Meister Landesliga Württemberg (Staffel 1) 2008/09
- Meister Kreisliga B Enz-Murr (Staffel 2) 2008/09
- Meister Bezirksliga Enz-Murr 2005/06

## Karate
Die Karate-Abteilung gehört dem Deutschen JKA-Karate Bund an und tritt auch unter dem Slogan Karate in Remseck auf. Trainings finden sowohl im Gesundheits und Bewegungszentrum Hummelberg als auch im benachbarten Remsecker Stadtteil Neckargröningen statt. Im Jugendbereich erzielten Mitglieder des VfB Neckarrems zahlreiche Erfolge bei Deutschen Meisterschaften sowie Jugend-Europameisterschaften.

## Leichtathletik
Im Jahr 1954 konnte durch Hans Eberle eine Leichtathletikabteilung im VfB Neckarrems gegründet werden. Seit 1990 bildete sie zusammen mit dem TV Aldingen, dem SKV Hochberg und dem TSV Neckargröningen unter dem Namen LG Remseck eine Startgemeinschaft. Unter dem Dach der LG Remseck gelang es dem 1926 geborenen Hans Eberle als Mitglied des VfB Neckarrems zwischen 2001 und 2009 in seiner jeweiligen Altersklasse mehrere württembergische und deutsche Meistertitel bei den Senioren sowohl im Weitsprung als auch im Mehrkampf sowie im 100-Meter- und 200-Meter-Lauf zu erlangen. 2007 gewann er in seiner Altersklasse bei den Weltmeisterschaften in Riccione zudem Gold im Weitsprung und mit der Staffel sowie Silber im 100-Meter-Lauf.